# Galtara elongata
Galtara elongata is een vlinder uit de familie spinneruilen (Erebidae), onderfamilie beervlinders (Arctiinae). De wetenschappelijke naam van de soort is voor het eerst geldig gepubliceerd in 1907 door Swinhoe.
Deze nachtvlinder komt voor in tropisch Afrika.